# Морпехи 2: Поле Огня
«Морпе́хи 2: По́ле Огня́» (англ. Jarhead 2: Field of Fire) — американский военный фильм 2014 года режиссёра Дона Майкла Пола. Фильм не основан на реальных событиях в отличие от первой серии, это история о морских пехотинцах, спасающих учёного из крепости Талибанских боевиков.

## Сюжет
Морской пехоте США в очередной раз поручили очень ответственное и смертельно опасное задание. Они отправляются в одну из стран на Ближнем Востоке, в провинцию Гильменд. Морпехов преследуют вооруженные до зубов боевики. Сквозь град пуль и шквального огня от взрыва снарядов американские военные идут к выполнению поставленной цели.

## В ролях
| Актёр         | Роль                       |
| ------------- | -------------------------- |
| Коул Хаузер   | главный старшина Джон Фокс |
| Джош Келли    | Крис Мерриметт             |
| Даниэль Савре | Даниэль Аллен — «Данни»    |
| Бокем Вудбайн | капрал Дэнни Кеттнер       |
| Кэсси Лейтон  | Халид                      |
| Джесси Гарсия | рядовой Рафаэль Сото       |
| Джейсон Вонг  | рядовой Ли                 |
| Эсай Моралес  | капитан Джонс              |